# Mascagnia almedae
Mascagnia almedae är en tvåhjärtbladig växtart som beskrevs av W.R.Anderson. Mascagnia almedae ingår i släktet Mascagnia och familjen Malpighiaceae. Inga underarter finns listade i Catalogue of Life.